# St. Anthony (Canada)
St. Anthony is een gemeente (town) in de Canadese provincie Newfoundland en Labrador. De gemeente ligt aan de noordoostkust van Newfoundland en heeft een centrumfunctie voor het noorden van het eiland en het zuiden van het nabijgelegen Labrador. 

## Geografie
St. Anthony ligt in het noorden van het Great Northern Peninsula, in het uiterste noorden van het eiland Newfoundland. De plaats ligt aan het einde van Route 430, die het hele schiereiland doorkruist. De provinciehoofdstad St. John's ligt op een rijafstand van 1.050 km.

## Demografie

### Demografische ontwikkeling
St. Anthony is met zijn 2.180 inwoners (2016) bij verre de grootste plaats op het Great Northern Peninsula en tegelijk de grootste plaats in een straal van 200 km. Tot eind jaren 1980 kende de gemeente een geleidelijke demografische groei. Sinds begin jaren 1990 kent St. Anthony, net zoals de meeste afgelegen plaatsen op Newfoundland, echter een bevolkingsterugval. Dit is het rechtstreekse gevolg van de ineenstorting van de Noordwest-Atlantische kabeljauwvisserij en het eruit voortvloeiende moratorium op de kabeljauwvisserij. Tussen 1991 en 2021 daalde de bevolkingsomvang van 3.164 naar 2.180, tot op het niveau van begin jaren 1960. Dat komt neer op een daling van 984 inwoners (-31,1%) in dertig jaar tijd.
- Bron: Statistics Canada (1951–1986[2], 1991–1996[3], 2001–2006[4], 2011–2016[5], 2021[6])

### Taal
In 2016 hadden 97,7% van de inwoners van St. Anthony het Engels als moedertaal. Hoewel slechts 5 mensen (0,2%) het Frans als moedertaal hadden, waren er 30 mensen die de andere Canadese landstaal konden spreken (1,4%). De op een na meest gesproken taal was echter het Arabisch met 45 sprekers (2,0%).

## Gezondheidszorg
In de gemeente bevindt zich het Charles S. Curtis Memorial Hospital en het John M. Gray Centre and Complex dat langetermijnszorg aanbiedt. Beide vallen ze onder de gezondheidsautoriteit Labrador-Grenfell Health.

## Galerij

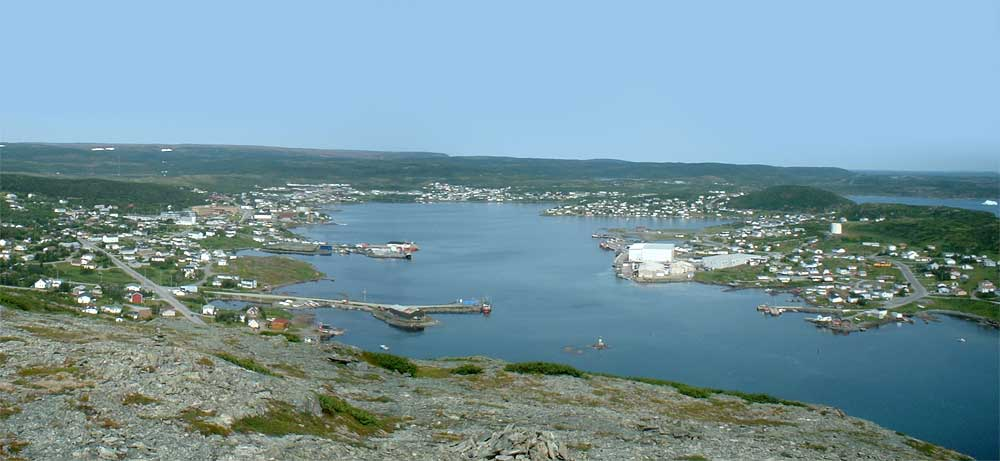
Zicht op de haven van St. Anthony
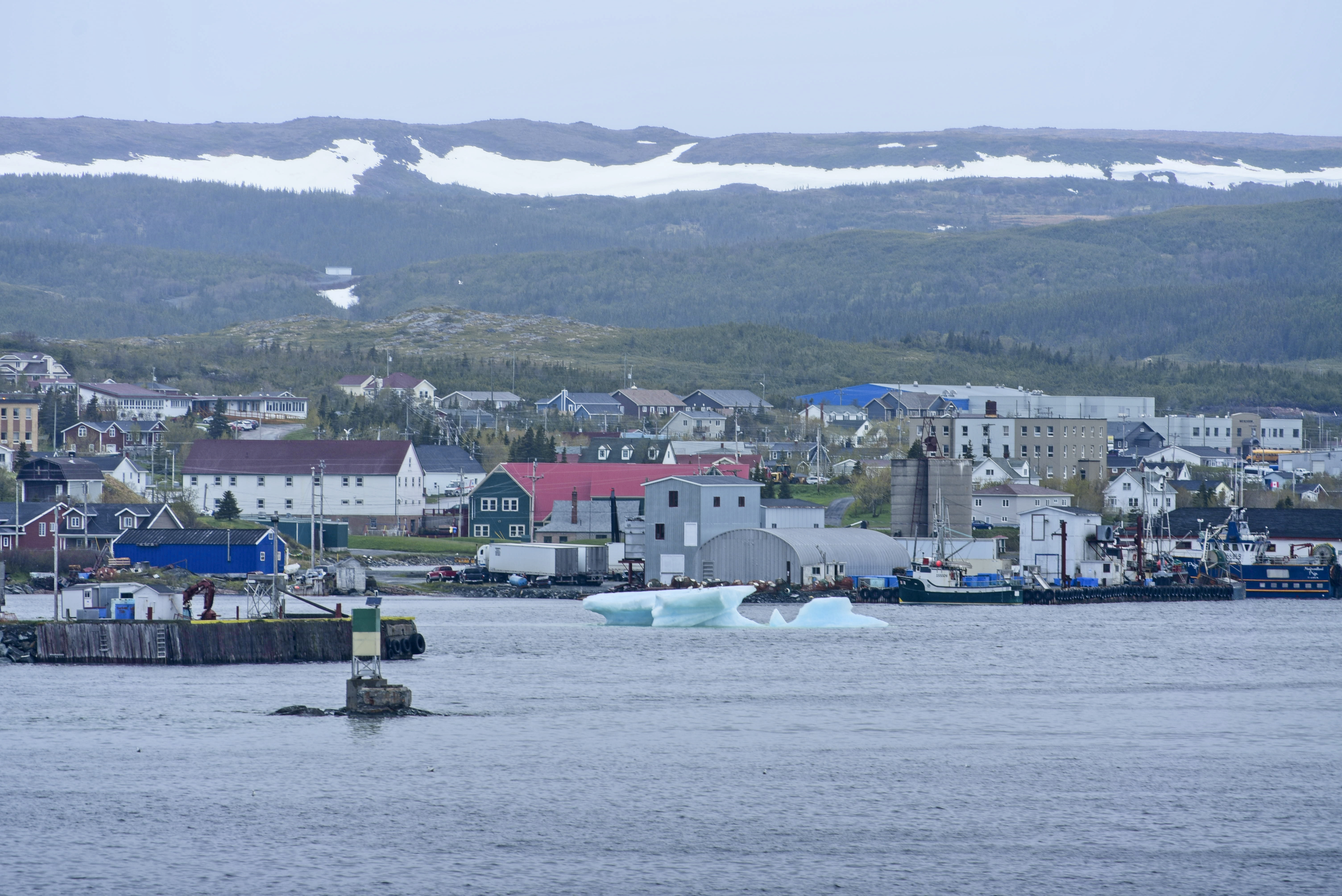
St. Anthony gezien vanaf het water
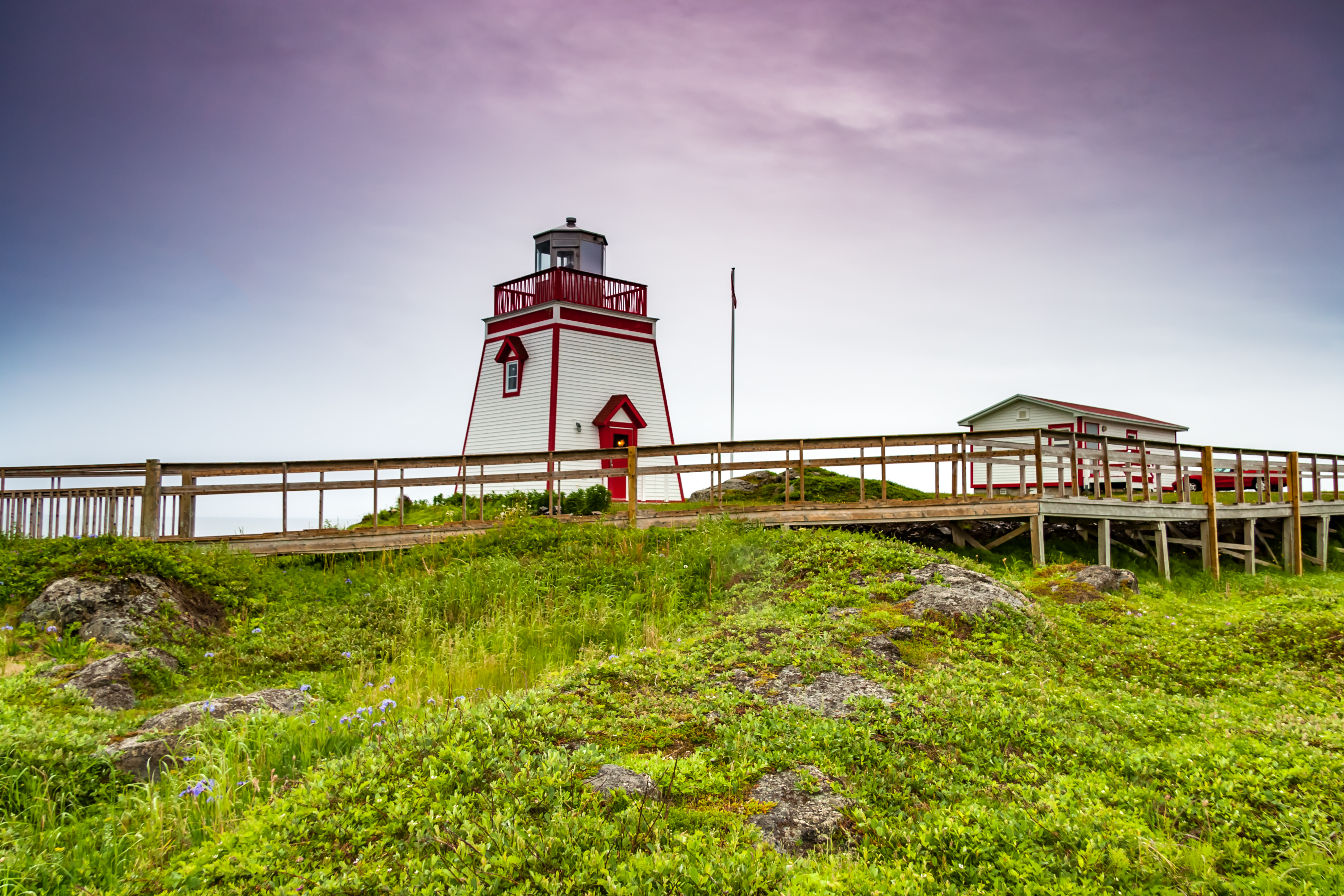
De vuurtoren van de gemeente
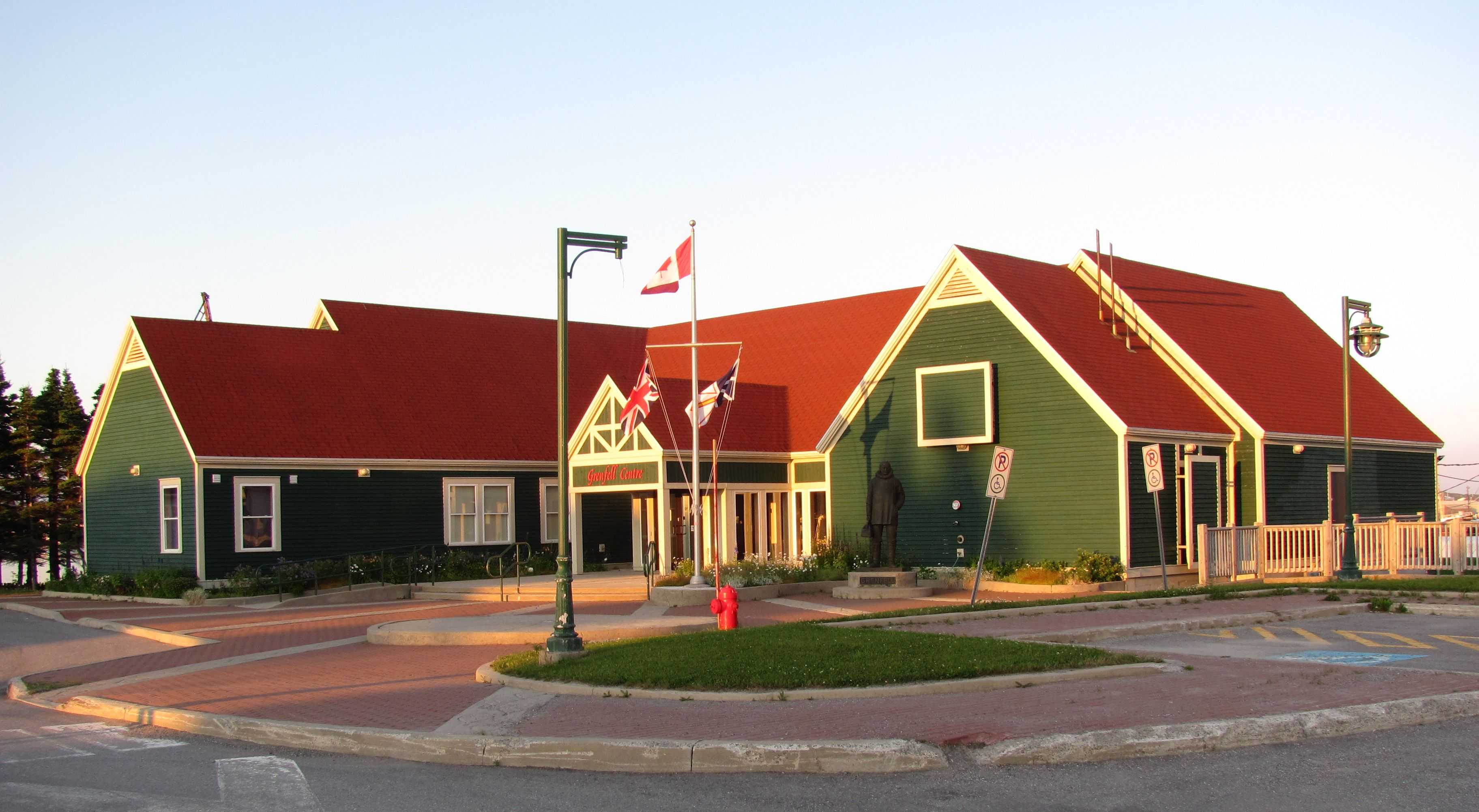
Het Grenfell Centre